# N'Goa
N'Goa is een gemeente (commune) in de regio Ségou in Mali. De gemeente telt 9200 inwoners (2009).
De gemeente bestaat uit de volgende plaatsen:
- Banansirakoro
- Béléko
- Bossoba-Bobo
- Bossoba-Peulh
- Dalla
- Dinso
- Djibougou Bambara
- Djibougou Peulh
- N'Goa
- Néra
- Parampasso
- Sia
- Tabara
- Tiby–Marka
- Tiéma